# Фоулкс, Билл
Уи́льям Э́нтони Фо́улкс (англ. William Antony Foulkes; 5 января 1932, Сент-Хеленс — 25 ноября 2013, Манчестер), более известный как Билл Фо́улкс (англ. Bill Foulkes) — английский футболист, защитник и капитан английского клуба «Манчестер Юнайтед». Он сыграл в 688 матчах за клуб, уступая по этому показателю лишь Райану Гиггзу, Бобби Чарльтону и Полу Скоулзу. В сезонах 1957/58, 1959/60, 1963/64 и 1964/65 Фоулкс выходил на поле во всех без исключения матчах «Манчестер Юнайтед». Он забил 9 голов за 18 сезонов и помог «Манчестеру» завоевать четыре чемпионских титула в Англии, Кубок Англии и Кубок европейских чемпионов. Несмотря на стабильную и надёжную игру, Фоулкс вызывался в сборную лишь однажды.

## Ранние годы
Фоулкс родился в городе Сент-Хеленс, Ланкашир, в 1932 году. Его дед был капитаном регбийного клуба «Сент-Хеленс», а также выступал за национальную сборную Англии по регби. Отец играл в регбилиг за «Сент-Хеленс», а также в футбол за клуб «Нью Брайтон» в третьем северном дивизионе. Сам Билл Фоулкс в подростковом возрасте выступал за клуб «Уистон Бойз». В начале своей футбольной карьеры Билл работал на шахте «Ли Грин».

## «Манчестер Юнайтед»

### 1950—1957
В начале 1950 года Фоулкса заметили скауты «Манчестер Юнайтед», и в марте он перешёл в клуб из столицы соседнего графства. Пройдя через академию и резерв «красных дьяволов», Билл был переведён в главную команду. Его дебют состоялся 13 декабря 1952 года: «Манчестер» принимал «Ливерпуль» и победил со счётом 2:1. Всего за сезон 1952/53 Фоулкс провёл лишь 2 матча.
Изначально Билл играл на позиции правого защитника, однако со временем стал всё чаще появляться в центре обороны. 2 января 1954 года Фоулкс забил свой первый гол за «Манчестер»: на «Сент-Джеймс Парк» он поразил ворота «Ньюкасла» ударом из середины поля.
К середине 1950-х Фоулкс смог закрепиться в основном составе «Манчестер Юнайтед». В сезоне 1954/55 он сыграл 41 матч в чемпионате Англии (то есть пропустив только одну игру). Вскоре к «Манчестеру» пришли серьёзные успехи: в 1956 и 1957 годах «красные дьяволы» становились чемпионами Англии и обладателями национального Суперкубка. Творцом этих побед была группа молодых воспитанников «Манчестер Юнайтед», получившая прозвище «малыши Басби» (по фамилии главного тренера). Кроме Фоулкса, в неё входили Джеки Бланчфлауэр, Роджер Берн (капитан команды), Деннис Вайоллет, Дункан Эдвардс, Дэвид Пегг, Бобби Чарльтон.

### Мюнхенская трагедия

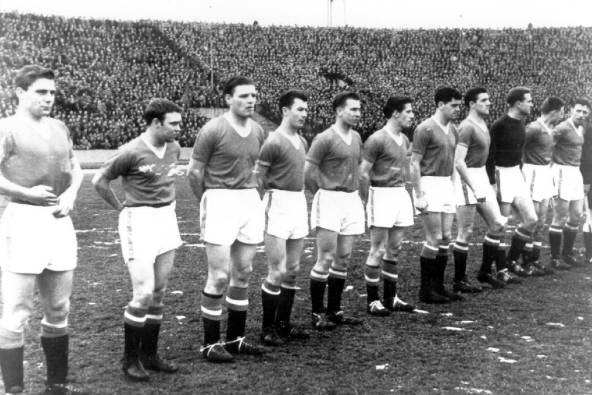
Малыши Басби 5 февраля 1958 года. 4-й справа — Билл Фоулкс.

Как победитель Первого дивизиона, «Манчестер Юнайтед» получил право на участие в Кубке европейских чемпионов. В 1957 году «Манчестер» остановился на рубеже полуфинала; в следующем сезоне «красные дьяволы» вновь пробились в ½, переиграв в предыдущей стадии белградскую «Црвену Звезду». 5 февраля 1958 года, после матча в Белграде, самолёт с командой и тренерским штабом «Манчестер Юнайтед» отправился в Мюнхен, где планировалось сделать дозаправку перед вылетом в Манчестер.
В мюнхенском аэропорте из-за сильного снегопада самолёт дважды не смог взлететь. Во время третьей попытки лайнер врезался в ангар с горючим, произошёл взрыв и начался пожар. На месте погиб 21 человек. Биллу Фоулксу, как и Бобби Чарльтону, повезло выжить в этой катастрофе.

Хвост самолёта просто исчез. Я выбрался наружу так быстро, как только мог, и побежал прочь. Потом я развернулся, понял, что самолёт не взорвётся, и побежал обратно. Ещё издалека я смог разглядеть горящий хвост и, пока я приближался к нему, на пути попадались тела. Роджер Берн, до сих пор пристёгнутый к своему креслу, Бобби Чарльтон, тихо лежавший на другом сиденье, и Деннис Вайоллет. Потом ко мне подбежал Гарри Грегг, и мы стали смотреть, можно ли помочь кому-то ещё.
— Билл Фоулкс
Оригинальный текст (англ.)The back of the aircraft had just disappeared. I got out as quickly as I could and just ran and ran. Then I turned and realised that the plane wasn't going to explode, and I went back. In the distance I could see the tail part of the aircraft blazing and as I ran back I came across bodies. Roger Byrne still strapped to his seat, Bobby Charlton lying quite still in another seat, and Dennis Viollet. Then Harry Gregg appeared and we tried to see what we could do to help.
В Мюнхенской авиакатастрофе «Манчестер Юнайтед» потерял восемь игроков основного состава, тяжёлые травмы получил главный тренер Мэтт Басби. Ходили слухи о том, что клуб прекратит своё существование, однако помощник главного тренера Джимми Мерфи возобновил работу с оставшимися футболистами. Так как в Мюнхене среди погибших оказался и Роджер Берн, Мерфи назначил Фоулкса капитаном команды.
Обескровленный «Юнайтед» победил лишь в одном из оставшихся матчей Первого дивизиона и не смог защитить чемпионский титул. В Кубке чемпионов манкунианцы уступили «Милану». Тем не менее, Мерфи вывел команду в финал Кубка Англии, но там «Манчестер Юнайтед» также постигла неудача.

Джимми сделал меня капитаном, когда мы вернулись обратно. Справиться с этим было очень трудно. У нас было несколько хороших игроков, но они не были как следует сыграны друг с другом. Я не знаю, как я смог продолжить играть в футбол, но я нашёл в себе силы для этого. Я справился.
— Билл Фоулкс
Оригинальный текст (англ.)Jimmy [Murphy] made me captain when we got back. It was difficult to go on. We had some good players, but they weren't all fully fit. I don't know how the hell I carried on. I just found some strength. I had to go on.

### 1958—1970
Летом 1958 года к исполнению обязанностей главного тренера «красных дьяволов» вернулся Мэтт Басби. Он окончательно перевёл Билла на позицию центрального защитника, нуждавшуюся в усилении. «Манчестер» постепенно опускался всё ниже и ниже в чемпионате Англии: в 1963 году он занял 19-е место, но победил в Кубке Англии. Это был первый трофей, который Фоулкс завоевал как капитан «Манчестер Юнайтед». В 1965 и 1967 годах «Манчестер Юнайтед» выиграл чемпионский титул, а Фоулкс стал четырёхкратным чемпионом страны и самым титулованным футболистом «Юнайтед» эпохи Басби. В 1966 году он передал капитанскую повязку Бобби Чарльтону: из переживших катастрофу в Мюнхене только они оставались игроками «Манчестер Юнайтед».
В триумфальном для «Манчестер Юнайтед» розыгрыше Кубка европейских чемпионов 1967/68 Фоулкс сыграл 6 матчей, включая финал. Во второй полуфинальной игре против «Реала», проходившей на «Сантьяго Бернабеу», при счёте 3:2 в пользу хозяев Фоулкс забил третий мяч «красных дьяволов», замкнув передачу Джорджа Беста с правого края штрафной. Этот гол, забитый за несколько минут до финального свистка, вывел «Манчестер» в финал: дома подопечные Басби победили 1:0.
В 1969 году главным тренером «Манчестер Юнайтед» стал Уилф Макгиннесс. Под его руководством 37-летний Фоулкс провёл лишь три матча (последний — 16 августа 1969 с «Саутгемптоном») и 1 июня 1970 года официально завершил карьеру. На тот момент он был рекордсменом манкунианцев по числу проведённых сезонов (18) и официальных матчей (688).

## Достижения
Манчестер Юнайтед
- Чемпион Первого дивизиона (4): 1955/56, 1956/57, 1964/65, 1966/67
- Обладатель Кубка Англии: 1962/63
- Обладатель Суперкубка Англии (4): 1956, 1957, 1965, 1967
- Обладатель Кубка европейских чемпионов: 1967/68

Итого: 10 трофеев

## Статистика выступлений
| Клуб              | Сезон            | Лига | Лига | Кубки | Кубки | Еврокубки | Еврокубки | Прочие | Прочие | Итого | Итого |
| Клуб              | Сезон            | Игры | Голы | Игры  | Голы  | Игры      | Голы      | Игры   | Голы   | Игры  | Голы  |
| ----------------- | ---------------- | ---- | ---- | ----- | ----- | --------- | --------- | ------ | ------ | ----- | ----- |
| Манчестер Юнайтед | 1952/53          | 2    | 0    | 0     | 0     | 0         | 0         | 0      | 0      | 2     | 0     |
| Манчестер Юнайтед | 1953/54          | 32   | 1    | 1     | 0     | 0         | 0         | 0      | 0      | 33    | 1     |
| Манчестер Юнайтед | 1954/55          | 41   | 0    | 3     | 0     | 0         | 0         | 0      | 0      | 44    | 0     |
| Манчестер Юнайтед | 1955/56          | 26   | 0    | 1     | 0     | 0         | 0         | 0      | 0      | 27    | 0     |
| Манчестер Юнайтед | 1956/57          | 39   | 0    | 6     | 0     | 8         | 0         | 1      | 0      | 54    | 0     |
| Манчестер Юнайтед | 1957/58          | 42   | 0    | 8     | 0     | 8         | 0         | 1      | 0      | 59    | 0     |
| Манчестер Юнайтед | 1958/59          | 32   | 0    | 1     | 0     | 0         | 0         | 0      | 0      | 33    | 0     |
| Манчестер Юнайтед | 1959/60          | 42   | 0    | 3     | 0     | 0         | 0         | 0      | 0      | 45    | 0     |
| Манчестер Юнайтед | 1960/61          | 40   | 0    | 5     | 0     | 0         | 0         | 0      | 0      | 45    | 0     |
| Манчестер Юнайтед | 1961/62          | 40   | 0    | 7     | 0     | 0         | 0         | 0      | 0      | 47    | 0     |
| Манчестер Юнайтед | 1962/63          | 41   | 0    | 6     | 0     | 0         | 0         | 0      | 0      | 47    | 0     |
| Манчестер Юнайтед | 1963/64          | 41   | 1    | 7     | 0     | 6         | 0         | 1      | 0      | 55    | 1     |
| Манчестер Юнайтед | 1964/65          | 42   | 0    | 7     | 0     | 11        | 0         | 0      | 0      | 60    | 0     |
| Манчестер Юнайтед | 1965/66          | 33   | 0    | 7     | 0     | 8         | 1         | 0      | 0      | 48    | 1     |
| Манчестер Юнайтед | 1966/67          | 33   | 4    | 2     | 0     | 0         | 0         | 0      | 0      | 35    | 4     |
| Манчестер Юнайтед | 1967/68          | 24   | 1    | 0     | 0     | 6         | 1         | 1      | 0      | 31    | 2     |
| Манчестер Юнайтед | 1968/69          | 13   | 0    | 0     | 0     | 5         | 0         | 2      | 0      | 20    | 0     |
| Манчестер Юнайтед | 1969/70          | 3    | 0    | 0     | 0     | 0         | 0         | 0      | 0      | 3     | 0     |
| Всего за карьеру  | Всего за карьеру | 566  | 7    | 64    | 0     | 52        | 2         | 6      | 0      | 688   | 9     |

## После завершения карьеры
Начиная с 1975 года Билл Фоулкс тренировал несколько футбольных клубов за пределами Англии: «Чикаго Стинг», «Талса Рафнекс», «Сан-Хосе Эртквейкс» (США), «Брюне», «Стейнхьер», «Лиллестрём» (Норвегия). Четыре года Фоулкс возглавлял японский клуб «Мазда» (1988—1992), после чего оставил тренерскую работу.
В середине 1980-х вместе с Дэвидом Сэдлером и Гарри Макшейном Фоулкс основал Ассоциацию бывших игроков «Манчестер Юнайтед», которая объединяет более 250 членов.
Скончался 25 ноября 2013 года на 82-м году жизни.